# Venetico
Venetico là một đô thị ở tỉnh Messina trong vùng Sicilia của Italia, có vị trí cách khoảng 180 km về phía đông của Palermo và vào khoảng 15 km về phía tây của Messina. Tại thời điểm ngày 31 tháng 12 năm 2004, đô thị này có dân số 3.763 người và diện tích là 4,4 km².
Đô thị Venetico có các frazione (các đơn vị cấp dưới) Venetico Superiore.
Venetico giáp các đô thị: Roccavaldina, Spadafora, Valdina.